# Ivanhoe (Minnesota)
Ivanhoe es una ciudad ubicada en el condado de Lincoln en el estado estadounidense de Minnesota. En el Censo de 2010 tenía una población de 559 habitantes y una densidad poblacional de 238,75 personas por km².

## Geografía
Ivanhoe se encuentra ubicada en las coordenadas 44°27′51″N 96°15′10″O / 44.46417, -96.25278. Según la Oficina del Censo de los Estados Unidos, Ivanhoe tiene una superficie total de 2.34 km², de la cual 2.28 km² corresponden a tierra firme y (2.54%) 0.06 km² es agua.

## Demografía
Según el censo de 2010, había 559 personas residiendo en Ivanhoe. La densidad de población era de 238,75 hab./km². De los 559 habitantes, Ivanhoe estaba compuesto por el 99.82% blancos, el 0% eran afroamericanos, el 0% eran amerindios, el 0% eran asiáticos, el 0% eran isleños del Pacífico, el 0.18% eran de otras razas y el 0% pertenecían a dos o más razas. Del total de la población el 0.36% eran hispanos o latinos de cualquier raza.